# Pieter Hendrik Willem Gerardus van den Helm

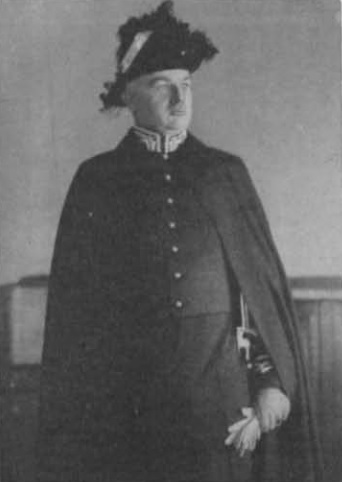
Burgemeester dr. mr. P.H.W.G. van den Helm (ca. 1938)

Pieter Hendrik Willem Gerardus van den Helm (Maarsseveen, 4 december 1884 – Hilversum, 4 december 1954) was een Nederlands politicus van de CHU. 
Hij werd geboren als zoon van Isaäc Jan Jasper van den Helm (1855-1891; notaris) en Dorothea Maria Elisabeth de Vlugt (1859-1934). Hij was getrouwd met Maria Jacoba Mackay (1875-1964), een dochter van Theodoor Philip Mackay. 
Van der Helm is in 1910 aan de Rijksuniversiteit Utrecht in de rechten gepromoveerd op stellingen en was vanaf 1913 werkzaam bij de provinciale griffie van Noord-Holland. Hij ging in 1920 als hoofdcommies werken bij het departement Waterstaat. Een jaar later promoveerde hij aan de Rijksuniversiteit Leiden in de staatswetenschappen. Daarna vertrok hij naar Suriname waar hij J.J.W. Eekhout opvolgde als gouvernementssecretaris. Van den Helm was daarnaast lid van de Raad van Bestuur van Suriname en plaatsvervangend lid van het Hof van Justitie. Hij werd in 1925 afgekeurd voor verdere dienst in de tropen en keerde terug naar Nederland. Daarna was hij onder andere docent staatsinrichting bij twee middelbare scholen. In 1935 volgde zijn benoeming tot burgemeester van Pijnacker. Van den Helm ging in januari 1950 met pensioen en overleed eind 1954 precies op de dag dat hij 70 jaar werd.